# 搜捕 (穹顶之下)
〈搜捕〉（英語：Manhunt）是哥伦比亚广播公司制作的电视剧《穹顶之下》的第三集，于2013年7月8日播出。

## 剧情
把警官弗莱德意外杀死的警官保尔·兰多夫从他的牢房里逃了出来，还把琳达锁在了里面，为此大吉姆组织了一个意在找到弗莱德的搜索行动，他招募了一些镇上的男人，芭比也极不情愿的加入了那次活动。与此同时，琳达决定自己去寻找保尔。在森林里，保尔悄悄接近着芭比和大吉姆，还把枪口对准了他们，这时琳达出现并开枪击倒了保尔，她还不忘提醒大吉姆把她当做新警长。当小吉姆想要从地下隧道出去的时候，茱莉亚跟上了他。小吉姆碰到了穹顶的屏障，他的手电筒爆炸了，茱莉亚用她的火柴引导他走出了隧道。同时，乔和诺里发现他们误入了本邀请镇上全部青少年用乔的发电机给各自的电子设备充电而举办的派对，那个派对以发电机的爆炸结束。最后，卡罗琳和爱丽丝发现诺里和乔手牵手、抱在一起重复“粉红色的星星正在坠落”。

## 反应

### 收视
《搜捕》一集于2013年7月8日首播，一共有1071万观众观看了这一集，其中18到49岁收视率是2.7/8，在同时段和晚间时段都排名第一。这一集比上一集2.9的收视率和1181万观众相比略有下降。
在加拿大一共有178.4万观众收看了这一集，在晚间时段和当周都排行第一。

### 评价
| 媒体             | 得分   |
| ---------------- | ------ |
| IGN              | 5.8/10 |
| 《纽约杂志》网站 | [ 6 ]  |

评论界普遍对这一集给出差评。IGN的马特·福勒给了差评并指出该剧的质量每周都在下滑：“我觉得每一集只演一天的事很要命，因为我们现在还在第三天，事情还在缓慢而愚蠢的发生着。”他还对人物缺少对穹顶的担心而做出评论：“这一周，胜过以往，穹顶似乎已完全不重要了。还有不可避免的肉制品短缺那样相比较对居民还不算坏的危机去应付呢。”
Zap2it网站的安德拉·莱贺给出负面评价，说这部剧“有点慢”。她还在安吉和小吉姆的戏份做文章：“我们会喜欢她最终逃出去并对其他人产生影响的，但是我们并不乐观。”。”《娱乐周刊》的达伦·弗莱尼茨着笔于这一集所缺少的步伐和质量：“这一集应该关注穹顶谜团却着重于角色间剧情。”
TV.com的蒂姆·苏拉提同样给出差评，说这一集“这个在在电视机前坐着的一个小时并不有趣，甚至对那些批评家都不算。我已经有严重的带有奇怪的、分离的人物故事、非常最平凡的问题和单维角色的《史前新纪元》即视感，关注点应该是穹顶！没有人去面对那些愚蠢作为的后果，整个小镇几乎像什么也没发生一样做自己的事，那些该死的青少年还在像野狗一样成群结队的乱跑咧。《穹顶之下》根本没有主题意识，反而每周还在艰难的探索和试图摧毁人物的心计。”

### 争议
这一集的一个场景中有来自《辛普森一家大电影》的小孩，有推测称这部剧可能抄袭了电影。斯蒂芬·金为此负责并说：“不要看了。当人们说辛普森一家已经用过了的时候，我完全惊呆了，傻了眼。”

## 引用
1. ↑  Listings - UNDER THE DOME on CBS | TheFutonCritic.com
2. ↑  Monday Final TV Ratings: ‘Get Out Alive’ Adjusted Up; ‘Siberia’ Adjusted Down - Ratings | TVbytheNumbers 的存檔，存档日期2013-07-13.
3. ↑  Kondolojy, Amanda. . TV by the Numbers. July 2, 2013  [July 3, 2013]. （原始内容存档于2013-07-05）.
4. ↑   (PDF).   [2014-02-15]. （原始内容 (PDF)存档于2013-11-04）.
5. 1 2  .   [2013-08-07]. （原始内容存档于2013-07-10）.
6. ↑  .   [2013-08-07]. （原始内容存档于2021-06-23）.
7. ↑  ‘Under the Dome’ - ‘Manhunt’: Is Big Jim after Deputy Linda? - Zap2it 的存檔，存档日期2014-02-18.
8. ↑  .   [2013-08-07]. （原始内容存档于2014-02-22）.
9. ↑  .   [2013-08-07]. （原始内容存档于2014-07-16）.
10. ↑  .   [2013-08-07]. （原始内容存档于2014-04-03）.